# Scooby-Doo! Frankencreepy
Scooby-Doo! Frankencreepy (no Brasil, 'Scooby-Doo e a Maldição do Frankenstein') é o vigésimo segundo filme da série de filmes diretamente em vídeo do personagem Scooby-Doo. Esterou em 27 de julho de 2014 na San Diego Comic-Con International, e foi lançado em Digital HD em 5 de agosto de 2014, será lançado em DVD e Blu-ray em 19 de agosto de 2014.

## Elenco
- Frank Welker como Fred Jones e Scooby-Doo
- Mindy Cohn como Velma Dinkley
- Grey DeLisle como Daphne Blake
- Matthew Lillard como Salsicha Rogers
- Kevin Michael Richardson como Mr. Crawls
- Diedrich Bader como Ms. Vanders
- Dee Bradley Baker como Bergermister
- Candi Milo como Lila
- Corey Burton como Fantasma do Barão
- Fred Tatasciore como Frankencreep
- Susanne Blakeslee como Townswoman
- Eric Bauza como Rock Dude